# Nomorhamphus ebrardtii
Nomorhamphus ebrardtii är en fiskart som först beskrevs av Canna Maria Louise Popta 1912.  Nomorhamphus ebrardtii ingår i släktet Nomorhamphus och familjen Hemiramphidae. Inga underarter finns listade i Catalogue of Life.